# Lista de filmes com temática LGBT de 1986
Esta é uma lista de filmes que contém personagens e/ou temática lésbica, gay, bissexual, ou transgênera lançados em 1986.
| Título                                             | Diretor                                  | País                                                | Gênero                            | Elenco | Anotações |
| -------------------------------------------------- | ---------------------------------------- | --------------------------------------------------- | --------------------------------- | --- | --- |
| The AIDS Show                                      | Rob Epstein, Peter Adair                 | EUA                                                 | Documentário                      | | Gravação de uma peça sobre os impactos intangíveis a doença tem em uma comunidade                                                       |
| Alger la Blanche                                   | Cyril Collard                            | França                                              | Curta, Drama, Romance             | Frédéric Deban, Ali Baouche                                                                                       | Segue o relacionamento passional entre um francês e um imigrante argelino, até a morte de um deles                                      |
| All Out! Dancing in Dulais                         | London Lesbian & Gay Youth Video Project | Reino Unido                                         | Curta, Documentário               | | Documenta a união entre mineiros e um grupo LGBT durante a greve dos mineiro do País de Gales                                           |
| Amorosa                                            | Mai Zetterling                           | Suécia                                              | Biográfico, Drama                 | Stina Ekblad, Erland Josephson, Börje Ahlstedt, Anita Björk, Gunnel Broström, Catherine de Seynes                 | Sobre a escritora sueca Agnes Von Krusenstjarna                                                                                         |
| Andy the Furniture Maker                           | Paul Oremland                            | Reino Unido                                         | Documentário                      | Derek Jarman | Jovem com talento para fazer móveis trabalha como prostituto, rouba carros, e é descoberto pelo diretor Derek Jarman                    |
| Anne Trister                                       | Léa Pool                                 | Canadá                                              | Drama                             | Albane Guilhe, Louise Marleau, Lucie Laurier, Guy Thauvette, Hugues Quester, Nüvit Özdogru                        | Uma pintora judia volta a Montreal após a morte de seu pai e se apaixona por uma velha amiga                                            |
| Appelez-Moi Madame                                 | Francoise Romand                         | França                                              | Documentário                      | Jean-Pierre Voidies, Ovida Delect                                                                                 | Sobre um mulher trans de um vilarejo da Normandia que se assumiu 55 anos antes                                                          |
| L'araignée de satin                                | Jacques Baratier                         | França                                              | Comédia                           | Ingrid Caven, Catherine Jourdan, Daniel Mesguich, Roland Topor, Michel Albertini, Fanny Bastien                   | |
| As Is                                              | Michael Lindsay-Hogg                     | EUA                                                 | Drama                             | Colleen Dewhurst, Robert Carradine, Jonathan Hadary, Doug Annear, Joanna Miles, Alan Scarfe                       | Sobre um homem gay que descobre que contraiu a AIDS, e a reação de outras pessoas                                                       |
| Bad Girls Dormitory                                | Tim Kincaid                              | EUA                                                 | Ação, Drama, Comédia              | Carey Zuris, Teresa Farley, Natalie O'Connell, Rick Gianasi, Jennifer Delora, Donna Eskra                         | Presidiárias cercadas por uma administradora cruel e seus guardas sádicos planejam uma fuga                                             |
| The Ballad of Sexual Dependency                    | Nan Goldin                               | EUA                                                 | Curta, Documentário               | Nan Goldin, Kenny Angelico, Jean-Michel Basquiat, Brian J. Burchill, Vivienne Dick, Suzanne Fletcher              | trad. Balada Da Dependência Sexual Uma coleção de fotos mostrando culturas underground americanas, e a subcultura LGBT pós-Stonewall    |
| Beauties Without a Cause                           | David Weissman                           | EUA                                                 | Curta, Comédia, Crime             | | [ 11 ] |
| La Bonne                                           | Salvatore Samperi                        | Itália                                              | Drama, Erótico                    | Florence Guérin, Katrine Michelsen, Cyrus Elias, Benito Artesi, Ida Eccher                                        | |
| A Boy Called Mary                                  | Paul Oremland                            | Reino Unido                                         | Documentário                      | Kris Kirk | Sobre o jornalista musical Kris Kirk, que se descreve como um 'viado católico'                                                          |
| Capullito de alhelí                                | Mariano Ozores                           | Espanha                                             | Comédia                           | José Luis López Vázquez, Jesús Puente, Gracita Morales, María Isbert, Alfonso del Real                            | Dois homens acima da meia idade se apaixonam e decidem morar juntos, mas acontece um golpe no país bem no dia                           |
| Caravaggio                                         | Derek Jarman                             | Reino Unido                                         | Drama, Histórico                  | Noam Almaz, Dawn Archibald, Sean Bean, Jack Birkett, Sadie Corre, Robbie Coltrane                                 | Versão ficcionalizada da vida do pintor Caravaggio                                                                                      |
| Chinese Characters                                 | Richard Fung                             | EUA                                                 | Curta                             | Lloyd Wong, Lim e Paul Cheung                                                                                     | Examina a relação ambígua entre homens gays asiáticos e o pornô gay branco                                                              |
| O Cinema Falado                                    | Caetano Veloso                           | Brasil                                              | Documentário, Experimental        | Guilherme Araújo, Guel Arraes, Júlio Bressane, Regina Casé, Gilberto Gil, Dorival Caymmi                          | |
| City in Panic                                      | Robert Bouvier                           | Canadá                                              | Policial, Terror                  | David Adamson, Lee Ann Nestegard, Ed Chester, Peter Roberts, Gary Bryant, Bonnie Beck                             | Um detetive e um apresentador da TV precisam impedir um serial killer homofóbico                                                        |
| Le Cœur découvert                                  | Jean-Yves Laforce                        | França                                              | Romance                           | Michel Poirier, Gilles Renaud                                                                                     | Uma aspirante a ator se apaixona por um homem mais velho que tem um filho de 5 anos                                                     |
| O Declínio do Império Americano                    | Denys Arcand                             | Canadá                                              | Comédia, Drama                    | Rémy Girard, Dominique Michel, Dorothée Berryman, Louise Portal, Pierre Curzi, Yves Jacques                       | |
| Down and Out in Beverly Hills                      | Paul Mazursky                            | EUA                                                 | Comédia                           | Nick Nolte, Bette Midler, Richard Dreyfuss, Elizabeth Peña, Little Richard, Tracy Nelson                          | |
| Estou com AIDS                                     | David Cardoso                            | Brasil                                              | Documentário                      | David Cardoso, Antônio Petrin, Débora Muniz, Helô Pinheiro, Pedro de Lara, Tallyta Cardoso                        | Segue vítimas da doença durante o começo da pandemia da AIDS no Brasil                                                                  |
| Gothic                                             | Ken Russell                              | Reino Unido                                         | Fantasia, Terror, Biográfico      | Gabriel Byrne, Julian Sands, Natasha Richardson, Myriam Cyr, Timothy Spall, Alec Mango                            | trad. Gótico Sobre a noite em a escritora Mary Shelley criou o clássico do horror, Frankenstein                                         |
| Habeas Corpus                                      | Jorge Acha                               | Argentina                                           | Drama, Experimental               | Jorge Diez, Luis Nieto, Oscar Bernales                                                                            | Durante a visita do Papa à Argentina Ditatorial, um prisioneiro político é torturado em uma cela clandestina                            |
| Impure Thoughts                                    | Michael A. Simpson                       | EUA                                                 | Comédia                           | John Putch, Terry Beaver, Brad Dourif, Lane Davies, Benji Wilhoite, Jason Jones                                   | Quatro amigos de infância se reencontram no purgatório                                                                                  |
| International Sweethearts of Rhythm                | Greta Schiller, Andrea Weiss             | EUA                                                 | Curta, Documentário               | | Sobre uma banda de swing dos anos 40 composta somente por mulheres negras                                                               |
| Kamikaze Hearts                                    | Juliet Bashore                           | EUA                                                 | Drama                             | Sharon Mitchell, Tigr, Debbie Shine                                                                               | Sobre um casal de atrizes pornô |
| London Story                                       | Sally Potter                             | Reino Unido                                         | Curta                             | George Antoni, Lol Coxhill, Arthur Fincham, Dennis Greenwood, Jacky Lansley, Dermot Murnaghan                     | Um trio inesperado formula um plano para revelar uma conspiração do governo                                                             |
| Mala Noche                                         | Gus Van Sant                             | EUA                                                 | Drama                             | Tim Streeter, Doug Cooeyate, Ray Monge, Nyla McCarthy, Don Chambers, Walt Curtis                                  | Um homem se apaixona por um imigrante ilegal mexicano que não retorna seus sentimentos                                                  |
| Manège                                             | Jacques Nolot                            | França                                              | Curta                             | Jacques Nolot, Frederic Pierrot, Heloise Mignot, Guy Louret, Monique Garnier, Annie Gregorio                      | [ 26 ] |
| Mano Destra                                        | Cleo Uebelmann                           | Suíça                                               | Curta                             | Cleo Uebelmann | Uma dominatrix amarra outra mulher |
| Manuel y Clemente                                  | Javier Palmero                           | Espanha                                             | Comédia                           | Juan Jesús Valverde, Ángel de Andrés López, Manuel Collado, Héctor Alterio, Trinidad Rugero, Mari Paz Ballesteros | Um casal gay fazem um esquema para ganhar dinheiro com aparições religiosas                                                             |
| Miko – aus der Gosse zu den Sternen                | Frank Ripploh                            | Alemanha Ocidental                                  | Comédia, Drama                    | Frank Ripploh, Zacharias Preen, Kurt Raab, Hellmut Lange, Otto Sander, Barbara Valentin                           | Com a ajuda de seu melhor amigo e empresário bissexual, uma cantora tenta alcançar a fama                                               |
| Mona Lisa                                          | Neil Jordan                              | Reino Unido                                         | Drama, Romance                    | Bob Hoskins, Cathy Tyson, Michael Caine, Robbie Coltrane, Kate Hardie                                             | [ 30 ] |
| Monster in the Closet                              | Bob Dahlin                               | EUA                                                 | Comédia, Terror                   | Donald Grant, Denise DuBarry, Henry Gibson, Paul Walker, Claude Akins, Paul Dooley                                | |
| More than a Journey                                | Caroline Mylon                           | Reino Unido                                         | Documentário                      | Paola Johannides                                                                                                  | [ 31 ] |
| Moscow Does Not Believe in Queers                  | John Greyson                             | Canadá                                              | Curta, Documentário               | | Mostra os 10 dias que o diretor estava em Moscou, durante o 12° Festival Mundial da Juventude e dos Estudantes                          |
| My Two Loves                                       | Noel Black                               | EUA                                                 | Romance, Drama                    | Mariette Hartley, Lynn Redgrave, Barry Newman                                                                     | Uma mulher é cortejada pelo amigo de seu falecido marido e uma colega de trabalho                                                       |
| Never Too Young to Die                             | Gil Bettman                              | EUA                                                 | Comédia                           | John Stamos, Vanity, Gene Simmons, George Lazenby, Robert Englund, Peter Kwong                                    | Simmons como a vilã drag queen |
| Nie Zi (孽子)                                      | Kan Ping Yu                              | Taiwan                                              | Romance, Drama                    | Yueh Sun, Ming-Ming Sue, Shao Hsin, Tai Ling                                                                      | Depois de ser expulso de casa por ser gay, um jovem conhece outros homossexuais e vai morar com eles                                    |
| Noir et blanc                                      | Claire Devers                            | França                                              | Drama, Comédia                    | Isaach De Bankolé, Catherine Belkhodja, Marc Berman, Francis Frappat, Joséphine Fresson, Martial Jacques          | [ 36 ] |
| A Nosegay                                          | Maggie Jailler                           | Reino Unido                                         | Curta                             | Francois Testory, Richard Heslop, Celestino Coronado                                                              | Uma homenagem homoerótica à Jean Genet                                                                                                  |
| On Being Gay... A Conversation with Brian McNaught |                                          | EUA                                                 | Documentário                      | Brian McNaught | Entrevista com o autor, conselheiro, e professor, Brian McNaught                                                                        |
| Otra historia de amor                              | Américo Ortiz de Zárate                  | Argentina                                           | Romance, Drama                    | Arturo Bonín, Mario Pasik, Carlos Muñoz, María José Demare, Daniel Galarza, Nelly Prono                           | trad. Outra História de Amor Romance entre jovem e ambicioso funcionário de uma grande empresa, e executivo mais velho casado           |
| Parting Glances                                    | Bill Sherwood                            | EUA                                                 | Drama                             | Richard Ganoung, John Bolger, Steve Buscemi, Adam Nathan, Kathy Kinney, Patrick Tull                              | trad. Parting Glances - Olhares de Despedida Um homem gay em um relacionamento passa a ajudar seu ex-namorado, que é seropositivo       |
| The Passion of Remembrance                         | Isaac Julien, Maureen Blackwood          | Reino Unido                                         | Drama                             | Anni Domingo, Joseph Charles, Antonia Thomas, Charlton Chance, Jim Findley, Ram John Holder                       | Sobre racismo, sexismo, e homofobia, e seus efeitos na família britânica negra                                                          |
| Um Pistoleiro Chamado Papaco                       | Mário Vaz Filho                          | Brasil                                              | Comédia, Erótico, Faroeste        | Fernando Benini, Márcia Ferro, Chumbinho                                                                          | |
| Pouvoir Intime                                     | Yves Simoneau                            | Canadá                                              | Suspense, Drama                   | Marie Tifo, Pierre Curzi, Jacques Godin, Robert Gravel, Jean-Louis Millette, Yvan Ponton                          | [ 42 ] |
| Reform School Girls                                | Tom DeSimone                             | EUA                                                 | Drama                             | Linda Carol, Wendy O. Williams, Pat Ast, Sybil Danning, Sherri Stoner                                             | |
| Der Rosenkönig                                     | Werner Schroeter                         | Alemanha Ocidental, Portugal, França, Países Baixos | Drama, Musical                    | Magdalena Montezuma, Mostefa Djadjam, Antonio Orlando, Karina Fallenstein, Sintra, Montijo                        | trad. O Rei das Rosas Uma mulher mentalmente instável e seu filho se mudam para uma mansão para plantar rosas                           |
| La rossa del bar                                   | Ventura Pons                             | Espanha                                             | Comédia                           | Enric Majo, Nuria Hosta, Ramoncin, Neus Asensi, Loles Leon, Pepe Martin, Pep Molina                               | Um escritor casado conhece uma loira em um bar graças a um gigolô gay                                                                   |
| Second Serve                                       | Anthony Page                             | EUA                                                 | Biográfico, Drama                 | Vanessa Redgrave, Martin Balsam, William Russ, Alice Krige, Louise Fletcher, Kerrie Keane                         | Baseado na história real da tenista trans Renée Richards                                                                                |
| She's Gotta Have It                                | Spike Lee                                | EUA                                                 | Comédia, Romance                  | Tracy Camilla, Johns Tommy, Redmond Hicks, John Canada Terrell, Spike Lee, Raye Dowell                            | [ 46 ] |
| Snow Job: The Media Hysteria of AIDS               | Barbara Hammer                           | EUA                                                 | Curta                             | | Explora a ignorância do público, a estigmatização dos infectados, e as atitudes sobre o novo vírus                                      |
| Sobredosis                                         | Fernando Ayala                           | Argentina                                           | Drama                             | Federico Luppi, Dora Baret, Gabriel Lenn, Noemí Frenkel, Noemí Morelli, Daniel Galarza                            | Um adolescente inocente, filho de pais disfuncionais, cai no abismo das drogas                                                          |
| The Sorrows of Dolores                             | Charles Ludlam                           | EUA                                                 | Drama                             | Black-Eyed Susan, John Brockmeyer, Alan Eichler, Richard France, Eugene Huss, Arthur Kraft                        | [ 49 ] |
| Super Nova (プロジェクトA子 Purojekuto Ēko)        | Katsuhiko Nishijima                      | Japão                                               | Animação, Comédia, Ação, Fantasia | Miki Itō, Michie Tomizawa, Emi Shinohara, Asami Mukaidono                                                         | |
| Tenue de soirée                                    | Bertrand Blier                           | França                                              | Comédia, Crime, Drama             | Michel Blanc, Gérard Depardieu, Miou-Miou, Michel Creton, Jean-Pierre Marielle, Bruno Cremer                      | trad. Meu Marido de Batom Também conhecido como Ménage Um criminoso bissexual seduz uma esposa e um marido e os ensina a serem ladrões  |
| The Truth About Alex                               | Paul Shapiro                             | Canadá                                              | Curta, Drama                      | Scott Baio, Peter Spence, Jessica Steen, Jeremy Ratchford, Michael J. Reynolds, Kelly Rowan                       | Um jovem, parte do time de futebol americano da escola, sai do armário                                                                  |
| Vendetta                                           | Bruce Logan                              | EUA                                                 | Ação, Drama                       | Karen Chase, Sandy Martin, Kin Shriner, Roberta Collins, Michelle Newkirk, Marshall R. Teague                     | Após sua irmã ser presa e morta na cadeia, uma dublê vai para a mesma prisão em busca de vingança                                       |
| Vera                                               | Sérgio Toledo                            | Brasil                                              | Drama                             | Ana Beatriz Nogueira, Norma Blum, Raul Cortez, Carlos Kroeber                                                     | Baseado na vida do autor transgênero Anderson Bigode Herzer                                                                             |
| Veronika                                           | Otakar Vávra                             | Checoslováquia                                      | Biográfico, Drama                 | Taťjana Medvecká, Jana Hlaváčová, Martin Růžek, František Němec, Jiří Adamíra, Viktor Preiss                      | Sobre a escritora checa Božena Němcová                                                                                                  |
| Ein Virus kennt keine Moral                        | Rosa von Praunheim                       | Alemanha Ocidental                                  | Comédia, Drama, Ficção Científica | Dieter Dicken, Maria Hasenäcker, Christian Kesten, Eva-Maria Kurz, Rosa von Praunheim, Ina Blum                   | Primeiro longa-metragem alemão sobre AIDS, cujos personagens principais são homossexuais e travestis de Berlim                          |
| Welcome Home, Bobby                                | Herbert Wise                             | EUA                                                 | Drama                             | Timothy Williams, Adam Baldwin, Anthony Candell, Nan Woods, John Karlen, Stephen James                            | Quando um adolescente é preso por posse de drogas, a investigação policial revela que ele é gay                                         |
| When the Bough Breaks                              | Waris Hussein                            | EUA                                                 | Policial, Ação                    | Ted Danson, Richard Masur, Rachel Ticotin, James Noble, Kim Miyori, Merritt Butrick                               | trad. Violência Contra as Crianças Um policial volátil e seu parceiro gay perseguem um pedófilo                                         |
| Witchboard                                         | Kevin Tenney                             | Reino Unido, EUA                                    | Terror, Mistério                  | Stephen Nichols, Tawny Kitaen, Todd Allen, Kathleen Wilhoite, Burke Byrnes, James W. Quinn                        | trad. Espírito Assassino |
| Working Girls                                      | Lizzie Borden                            | EUA                                                 | Drama                             | Louise Smith, Deborah Banks, Liz Caldwell, Marusia Zach, Amanda Goodwin, Boomer Tibbs                             | trad. As Profissionais do Sonho Aborda a identidade lésbica, diferenças raciais, e as dificuldades passadas pelas profissionais do sexo |
| Zygfryd                                            | Andrzej Domalik                          | Polônia                                             | Drama                             | Teresa Baranska, Adam Ferency, Gustaw Holoubek, Tomasz Hudziec, Jan Malyska, Jan Nowicki                          | Segue um jovem e recluso acrobata de circo na década de 30                                                                              |